# Антон Велушчек
Антон Велушчек Матeвж (Лочник, код Горице, 17. јануар 1912 — Трст, децембар 1944) био је учесник Народноослободилачке борбе и народни херој Југославије.

## Биографија
Рођен је 17. јануара 1912. у Лочнику, код Горице. Његов отац Михаел био је сиромашан, па се породица након губитка имања, 1928. преселила у Горицу. Након завршене основне школе, запослио се и стекао квалификацију аутомеханичарског радника. У покушају бекства од фашистичког режима Бенита Мусолинија, отишао је у Француску, али га је полиција вратила у Италију. Због илегалног преласка границе, тада је осуђен на четири месеца у затвору, а потом је упућен на одслужење војног рока у Тоскану.
Током служења војске у Тоскани се 1933. повезао са антифашистичким покретом, па је наредне 1934. пребегао у Југославију, где се као механичар запослио у Текстилној фабрици у Марибору. Овде се укључио у револуционарни раднички покрет 1936. и постао члан Комунистичке партије Југославије (КПЈ), а 1938. члан Месног комитета КП Словеније у Марибору. Због повезаности са комунистима и револуционарног рада био је прогнан из Југославије. Из Горице се 1939. илегално вратио у Љубљану, где је радио као партијски радник, учествовао у организовању сељачко-радничког покрета, у штампи и у радничком културном друштву „Узајамност”. Године 1940. прешао је у Загреб, где је наставио илегални политички рад.
Након Априлског рата и окупације Југославије, 1941. вратио се у Љубљану, одакле га је Централни комитет КП Словеније, као доброг активисту, послао у Словеначко приморје да с тамошњим друговима из Ослободилачког фронта радни на организовању партизанских група. По доласку на Приморје, организовао је Конференцију представника Народноослободилачког покрета на Креманцама, код Ренча, а априла 1942. другу такву Конференцију на Светој гори. Децембра 1942. помагао је Алешу Беблеру у организовању Прве конференције КПС за Словеначко приморје и у припремању Конференције Ослободилачког фронта за целу Приморску, одржане фебруара 1943. у Локама код Кромберка. Био је члан и секретар Покрајинског комитета КПС за Словеначко приморје. Организације Ослободилачког фронта је оснивао и ширио нарочито по Випавској долини, на Красу, у долини Соче, у Брдима, Горици и Трсту. Много је допринео и организацији првих партијских техника на Красу и у Горици.
Почетком јануара 1944, Покрајински комитет КП Словеније га је послао на политички рад у Трст, где је наставио организовање и руковођење ослободилачком борбом. Био је члан Координационог одбора окружних комитета словеначке и италијанске комунистичке партије, и усклађивао рад оба органа. Био је члан Покрајинског Народноослободилачког одбора за Словеначко приморје и члан Покрајинског одбора Ослободилачког фронта за Словеначко приморје и Трст. Пред крај 1944. дошло је провале курирске мрежа, услед чега је почетком новембра 1944. ухапшен. Затворен је у затвор Гестапоа у Трсту, где је мучен, али непријатељ од њега није сазнао ништа. Претпоставља се да је мучењима подлегао већ у децембру 1944, након чега је кремиран у Рижарни.
Указом председника ФНР Југославије Јосипа Броза Тита 4. септембра 1953. проглашен је за народног хероја.